# Valsalabroso
Valsalabroso es un municipio y localidad española de la provincia de Salamanca, perteneciente a la comunidad autónoma de Castilla y León. Se integra dentro de la comarca de Vitigudino y la subcomarca de La Ramajería. Pertenece al partido judicial de Vitigudino.
Su término municipal está formado por las localidades de Las Uces (a 4 kilómetros) y Valsalabroso, y ocupa una superficie total de 27,38 km² y según los datos demográficos recogidos en el padrón municipal elaborado por el INE en el año 2024, cuenta con una población de 119 habitantes.

## Toponimia
Su nombre procede de Vallem Salebrosum, denominación con la que viene recogida la localidad en diciembre de 1169 en un documento del rey Fernando II de León.

## Historia
Aunque los restos de un antiguo castro vetton nos muestran un poblamiento en la Edad del Hierro, que hubiese tenido continuidad en época romana, la fundación del Valsalabroso actual se remonta al reinado de Fernando II de León en el siglo XII (época de la que data la ermita de la Madre de Dios, en Las Uces), pasando en el siglo XVI a ser señorío de realengo y eclesiástico compartido entre la corona y el arciprestazgo de Santiago de Compostela.
Con la creación de las actuales provincias en 1833, Valsalabroso quedó integrado en la provincia de Salamanca, dentro de la Región Leonesa, pasando a formar parte del partido judicial de Vitigudino en 1844.

## Demografía

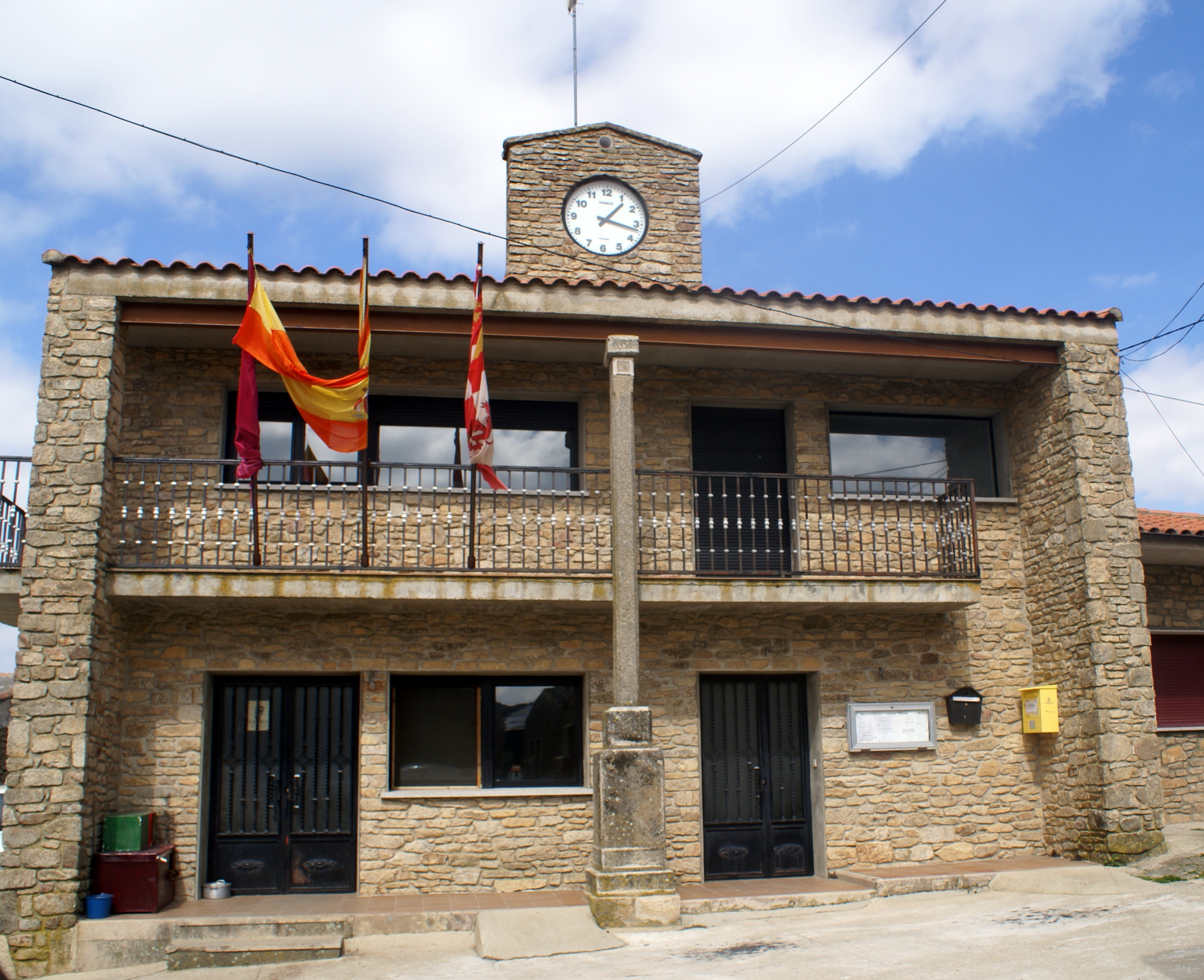
Casa consistorial

Valsalabroso cuenta con una población de 119 habitantes (INE 2024).
| Gráfica de evolución demográfica de Valsalabroso entre 1842 y 2021 |
| |
| Población de derecho según los censos de población del INE Población de hecho según los censos de población del INEEntre el censo de 1857 y el anterior, crece el término del municipio porque incorpora a 375044 (Las Uces) |

Según el Instituto Nacional de Estadística, Valsalabroso tenía, a 31 de diciembre de 2018, una población total de 149 habitantes, de los cuales 83 eran hombres y 66 mujeres. Respecto al año 2000, el censo refleja 232 habitantes, de los cuales 124 eran hombres y 108 mujeres. Por lo tanto, la pérdida de población en el municipio para el periodo 2000-2018 ha sido de 83 habitantes, un 36 % de descenso.
El municipio se divide en dos núcleos de población. De los 149 habitantes que poseía el municipio en 2018, Valsalabroso contaba con 112, de los cuales 65 eran hombres y 47 mujeres, y Las Uces con 37, de los cuales 18 eran hombres y 19 mujeres.

## Administración y política
| Partido político                         | 2019  | 2019  | 2019       | 2015  | 2015  | 2015       | 2011  | 2011  | 2011       | 2007  | 2007  | 2007       | 2003  | 2003  | 2003       |
| Partido político                         | %     | Votos | Concejales | %     | Votos | Concejales | %     | Votos | Concejales | %     | Votos | Concejales | %     | Votos | Concejales |
| Partido Popular (PP)                     | 82,00 | 82    | 5          | 63,64 | 77    | 4          | 80,95 | 102   | 5          | 69,92 | 93    | 5          | 65,31 | 96    | 5          |
| Partido Socialista Obrero Español (PSOE) | 10    | 10    | 0          | 1,65  | 2     | 0          | 26,19 | 33    | 0          | 30,08 | 40    | 0          | 40,82 | 60    | 0          |
| Unión Progreso y Democracia (UPyD)       | —     | —     | —          | 33,88 | 41    | 1          | —     | —     | —          | —     | —     | —          | —     | —     | —          |

El alcalde de Valsalabroso no recibe ningún tipo de prestación económica por su trabajo al frente del ayuntamiento (2017).

## Monumentos y lugares de interés
- Iglesia de San Ildefonso